# 13358 Ревелл
13358 Ревелл (13358 Revelle) — астероїд головного поясу, відкритий 14 жовтня 1998 року.
Тіссеранів параметр щодо Юпітера — 3,339.